# Balaenifrons
Balaenifrons is een geslacht van vlinders van de familie grasmotten (Crambidae), uit de onderfamilie Odontiinae.

## Soorten
- B. haematographa Hampson, 1917
- B. homopteridia Hampson, 1896
- B. ochrochroa Hampson, 1917